# كريكن (فوهة)
كريكن (بالإنجليزية: Kreiken)‏ هي فوهة قمرية صدمية تقع في الطرق الشرقي للقمر. كما تقع جنوب فوهة كييس وبحر سميث، وجنوب-جنوب غرب فوهة إلمر، وغرب فوهة ديل.
يعد الجزء الغربي للفوهة هو الوحيد المتبقي تقريبًا على حالِه، بينما تشكل الأجزاء الباقي خطًا خافتًا على السطح.